# بلاها
بلاها (بالإنجليزية: Pulaha)‏، هو شخصية في الأساطير الهندوسية. إنه ابن براهما، الخالق الكوني، وهو أيضًا أحد السابتاريشي (سبعة حكماء عظماء)، في العصر الأول لمانو، مع آخرين هم أنجيرا وفاسيشت...، إلخ. في تصنيف آخر، بولاها هو واحد من عشرة براجاباتيين، وهم حكام الناس الذين خلقهم براهما.